# Distretto di Decamerè
Il distretto di Decamerè è un distretto dell'Eritrea nella regione del Sud (Eritrea), che ha come capoluogo la città di Decamerè.